# ماجدة داغر
ماجدة داغر (مواليد بيروت)، هي شاعرة، إعلامية وباحثة لبنانية.

## مسارها ومناصبها
- صحافة مكتوبة وإعلام:

من مواليد بيروت اللبنانية بتاريخ 25 أكتوبر عملت محرّرة في المجال الثقافي ومسؤولة عن الصفحة الثقافية ومديرة تحرير في صحف ومجلات ومواقع إلكترونية عدّة، منها:
مجلة «عيون العالم» (شريكة في الإصدار ومديرة تحرير)، مجلة «الشؤون الاقتصادية» (كاتبة)، مجلّة «المسيرة» (قسم التصحيح وكاتبة في الصفحة الثقافية وكاتبة عمود في الأدب السياسي)، جريدة «إيلاف» الإلكترونية (مكتب لبنان للشؤون الثقافية)، مجلة «عيون لبنان» (رئيسة القسم الثقافي وسكرتيرة تحرير). راسلت صحف ومجلات ومطبوعات ومواقع إلكترونية لبنانية وعربية ولها عشرات المقالات الأدبية والنقدية والسياسية في الصحافة اللبنانية والعربية (صحيفة «الحياة»، جريدة «النهار» اللبنانية، جريدة «المدن» الإلكترونية...) حازت على الميدالية الفضية عن فئة تقديم البرامج في برنامج «ستوديو الفن» اللبناني الشهير الذي خرّج معظم الإعلاميين والفنانين. ومارست بعدها العمل الإعلامي في محطات تلفزيونيّة عدّة، منها: إعداد وتقديم برامج ثقافيّة في «تلفزيون لبنان» الرسمي، وفي «قناة السياحة العربية» ATC (برنامج سياحي ثقافي، ونشرة أخبار سياحية يومية من العالم).
إذاعياً، أعدّت وقدّمت برنامجاً أسبوعياً ثقافياً عبر إذاعة "صوت لبنان"، وأعدّت وأشرفت على برامج تربوية وأكاديمية في الإذاعة نفسها ("اختصاصك نجاحك"، "أكاديميا"، "Out Loud"، " وغيرها.) وكان لها إطلالات عديدة على الشاشات والإذاعات وفي الصحف في مجالَي الشعر والأدب، وشاركت في ندوات تلفزيونية وإذاعية ثقافية وسياسية.
تعمل حالياً في «إذاعة الشرق» في بيروت، ولديها برنامجان:
إعداد وتقديم برنامج «بيت الذاكرة» وهو برنامج ثقافي أسبوعي يستضيف كبار الأسماء في عالم الفكر والأدب والشعر والمسرح والفن التشكيلي والموسيقى وفي كل المجالات الثقافية، استضاف أبرز الوجوه في لبنان والعالم العربي منهم رائد قصيدة النثر العربية الشاعر اللبناني أنسي الحاج وكانت الإطلالة الأخيرة له قبل رحيله، والأديب اللبناني العالمي عضو الأكاديمية الفرنسية أمين معلوف، الشاعر طلال حيدر، الشاعر محمد علي شمس الدين، الروائي واسيني الأعرج، الروائية إميلي نصر الله، المخرج المسرحي عبد الحليم كركلا، العلّامة السيد هاني فحص، الصحافي والكاتب سمير عطا لله، الإعلامي المخضرم عادل مالك، وغيرهم كثر. إعداد وتقديم برنامج «الشرق اليوم» وهو برنامج يومي صباحي مباشر سياسي، ثقافي، اجتماعي، حوارات مع سياسيين ومثقفين وصحافيين من لبنان والعالم، الذي بُثّ منه مئات الحلقات على مدى سنوات وواكب أهم الأحداث السياسية المحلية والعربية والعالمية. 
- أكاديمياً:

مديرة الدائرة الإعلاميّة والعلاقات العامة والبروتوكول، ومديرة «دائرة المنشورات» وقسم الأنشطة الثقافية في «الجامعة الأميركية للعلوم والتكنولوجيا» AUST – بيروت منذ العام 2009. نظمت خلالها مئات الأنشطة الثقافية والأكاديمية والفكرية والصحافية والمؤتمرات العالمية، وأسست فيها العديد من النوادي الطلابية الجامعية، كما استضافت ملتقيات وورش عمل عربية ولبنانية، ونظمت «الأيام الثقافية» لبلدان من العالم عبر سفاراتها في لبنان للتعريف بحضارات هذه الدول وتكريم سفرائها.
ناشطة في الحياة الثقافية في لبنان والعالم العربي. شاركت في العديد من المؤتمرات العالمية والمهرجانات وقدمت فيها أوراقاً بحثيّة وأمسيات شعرية نذكر منها: ضيفة شرف اللقاء المفتوح المخصص لها في جامعتي كاليكوت ومدارس الهندية - شتنبر 2020 م. «مهرجان جرش الدولي للثقافة» في الأردن 2019 عبر أمسية موسيقية شعرية غنائية مع الفنانة اللبنانية جاهدة وهبه. «مهرجان جرش الدولي للثقافة» في الأردن 2018 أمسية شعرية في افتتاح المهرجان الشعري على مسرح المدرج الأثري بمشاركة شعراء عرب. مهرجان «علّيسة الدولي للمبدعات العربيات» - تونس 2018، أمسية شعرية موسيقية غنائية مع الفنانة اللبنانية جاهدة وهبه.
-	«الملتقى الإقليمي الثاني حول المسؤولية الاجتماعية» 2016 في دبي الإمارات العربية المتحدة الذي ينظمه «مجلس المرأة العربية»، مشاركة في تقديم الافتتاح والمشاركين كما في تقديم ورقة بحثيّة حول الإعلام بعنوان «دور الإعلام في تكريس قيمة المرأة في مواجهة التسويق والتسليع». «مهرجان ربيع الثقافة» – البحرين 2016، أمسية شعرية منفردة في بيت الشيخ إبراهيم العريّض الشعري. معرض بيروت العربي الدولي للكتاب – 2015، أمسية شعرية غنائية مع الفنانة اللبنانية جاهدة وهبه بعنوان «وصال» وهي قراءات شعرية وغناء وتلحين للفنانة وهبه من قصائد الشاعرة داغر.
بالإضافة إلى توقيع كتبها في العديد من معارض الكتب العربية منها: معرض بيروت العربي الدولي للكتاب ومعرض الشارقة للكتاب/ الإمارات العربية المتحدة فضلاً عن العديد من الأمسيات الشعرية المنفردة في لبنان نذكر منها: أمسية شعرية في «النادي الثقافي العربي» – بيروت، بمرافقة موسيقية للفنان سامي حواط وكلمة عن الشاعرة للشاعر اللبناني د. محمد علي شمس الدين (2014) أمسية شعرية في منتدى الخيام الثقافي (2015) أمسية شعرية في منتدى صور الثقافي (2016) أمسية شعرية في «النادي الثقافي العربي» بمرافقة قراءات للفنان اللبناني جهاد الأطرش (2018) في مناسبة اليوم العالمي للشعر وبالتعاون مع الاتحاد العالمي للشعر. أمسية شعرية بدعوة من «جمعية خريجي تشيكيا وسلوفاكيا» بمشاركة السفيرة السلوفاكية في قراءات شعرية لها من الشعر السلوفاكي (2018) أمسية شعرية في «منتدى صور الثقافي» (2019)
بالإضافة إلى الأمسيات الشعرية الفردية والمشاركات في ندوات وتوقيع كتب في أوراق مكتوبة للعديد من الكتّاب والشعراء. شاركت في وضع مقدّمات لكتب أدبية وبحثية، وكتبَ عن نتاجها كبار النقّاد والأدباء والشعراء، كما كان شعرها موضوع دراسات نقدية في دوريات عربية.
غنّى ولحّن من شعرها فنانون لبنانيون وعرب، ولديها تجربة فنية شعرية رائدة مع المطربة اللبنانية الكبيرة جاهدة وهبه في شراكة شعرية فنية منذ سنوات، قدّمتا خلالها العديد من الأمسيات الموسيقية الشعرية الغنائية. وغنّت الفنانة وهبه من شعر داغر في ألبومها الأخير «أرض الغجر».
مما قيل في شعرها: الشاعر اللبناني سعيد عقل: «ماجدة داغر عرفت كيف تمسك بأدوات اللعبة الشعرية»
السفير اللبناني الأديب فريد سماحة: «ماجدة داغر أيتها الأميرة الفريدة، في شعرك مهابة المطلق وبعض الأبد، والشعور بالربيع الدائم المتمرّد على الطبيعة لمجد الإنسان والفن والجمال، والإنسانية الراقية النبيلة، الباحثة عن الإنسان الكلّي للإنسانية كلها».
الأديب والشاعر اللبناني جورج جرداق: ماجدة داغر عميقة التفكير، جيّاشة الشاعرية، واسعة الثقافة، وذات أسلوب شائق في التعبير يدلّ على حاسة جمالية حارة، جعلتها تدرك أن عظمة الشعر تكمن في أنه صوت الإنسان والعلاقة الدافئة بينه وبين أخيه الإنسان. في مفاوز هذا الوسط الصحراوي يطلّ شعر ماجدة داغر كما تطلّ الواحة الخضراء ذات الينابيع والأفياء".
الشاعر والناقد المصري عبد الله السمطي: تنبجس النصوص الشعرية في فضاء شعري متكثر لدى ماجدة داغر، هذا الفضاء يتشكل من مجموعة من المكونات التي تركز عليها الشاعرة، وسوف نسعى في هذا القراءة إلى إعادة إنتاجها على مستوى التلقي وعلى مستوى الرصد والتأويل، وتتمثل هذه المكونات في استثمار المعرفة الجمالية لدى الشاعرة وهي معرفة ترتبط بالموروث الإبداعي سواء على المستوى الشعري أو الأسطوري، وتضمين ذلك في نصوصها، كما تتمثل في إيلاء الذات الشاعرة القدر الأكبر من تأمل العالم بغض الطرف عن ماهيته صغيرا أم كبيرا، والاتشاح بسمات صوفية وسوريالية أحياناً تمزج بين الواقعي والحالم، بين الحادث والمؤجل، بين المتذكر والمتخيل، بيد أن الأفق الناظم لهذا كله يتجلى في استثمار آليات الكثافة والتجريد والإيجاز المكتنز دلاليا.
الشاعر اللبناني شوقي بزيع: تملك ماجدة داغر كل ما تحتاجه القصيدة من تحريض داخلي ووعي عميق بالذات وبالعالم وامتلاك لناصية اللغة وأدوات التعبير.
الأديب والشاعر اللبناني إيلي مارون خليل: شعر ماجدة داغر فيه كثافة صور غنيّة على جِدّة، عميقة على رؤى، خصبة على تنوّع. شعرها نابض، دافق بالصدق بالوجدان بالعذوبة بالسحر وبالغموض الإيحائي على لغة الرمزيين... الكتابة عندها فيض تلقائي. تتدفق ذاتها من دون انتباه، حارة حميمة، هادئة أو صاهلة، خافتة أو صاخبة، لكنها حرّة دائماً، ناضجة، واثقة، فتّانة.
الشاعر اللبناني د. محمد علي شمس الدين: في قصائد «آية الحواس» لماجدة داغر نحن أمام نشيد طويل في العشق بمحطات مختلفة يتحكّم به الخطاب الأنثوي للعاشقة في المعشوق (...)
- عضو في نقابة ممثلي المسرح والتلفزيون والسينما والإذاعة.
- عضو في النادي الثقافي العربي – لبنان.
- عضو في هيئات وجمعيات ثقافية ولبنانية وعربية.
- حازت على شهادات تقدير ودروع تكريم من جهات ثقافية لبنانية وعربية.

## مؤلفاتها
أصدرت ماجدة داغر:
- كتاب «قصور ومتاحف من لبنان» عن دار «الجنوب برس» (2008)، وهو مؤلَّف رائد في توثيق أحد ملامح لبنان العمرانيّة، من خلال تأريخٍ لحقبة من لبنان الأمراء والحكّام والبيوت السياسية العريقة، والثراء والطبقة الأرستقراطية (منذ القرن السادس عشر حتى التاسع عشر)، وهو مرجع عمراني تراثي سياحي تاريخي.
- ديوان «آية الحواسّ» عن دار المفيد، (2009) من ضمن فاعليات بيروت عاصمة عالمية للكتاب).
- كتاب «بيت الذاكرة والقامات العالية» عن دار الفارابي (2012) تناول أعلاماً وأدباء وشعراء لبنانيين وعرباً وعالميين، في محاولات نقدية تحليلية، سيرة حياة ونصوص إبداعية. حاز المرتبة الأولى كأعلى نسبة مبيع عن فئة الأدب في معرض بيروت العربي والدولي للكتاب في الإحصائيتين الأولى والثانية.
- ديوان «جوازاً تقديره هو» عن دار الفارابي (2015)
- ديوان «ملتئماً بالماء كَغَريق الطوفان» عن دار الفارابي (2020)
- ترجمت أشعارها إلى عدة لغات منها: الفرنسية، الإنجليزية، الإسبانية، الألمانية، السويدية، التركية، الأمازيغية، الفارسية، التاميلة والماليبارية الهندية.